# 天球のハルモニア
『天球のハルモニア』（てんきゅうのハルモニア）は、原作：光城ノマメ、作画：しまな央による日本の漫画。『good!アフタヌーン』（講談社）にて、2022年2号より同年12号まで連載。数学者のソフィ・ジェルマンをモデルとした少女を描いた作品。作画担当のしまなにとって、本作がデビュー作となる。

## 登場人物
ソフィー・ジェルマン
幼いころにアルキメデスの逸話を聞き、「一生夢中になれる出会いがしたい」という想いから数学を志す。
ソフィーの父
数学に夢中なソフィーのことを心配している。
神父
ソフィーが通う日曜学校の神父。数学への造詣も深く、ソフィーのことを応援している。
テオドール・ルブラン（テオ）
ルブラン商会会長の息子。何かとソフィーのことが気になっている。

## 書誌情報
- 光城ノマメ（原作）・しまな央（作画）『天球のハルモニア』講談社〈アフタヌーンKC〉、全2巻
  1. 2022年7月7日発売[1][5]、ISBN 978-4-06-528507-7
  2. 2023年2月7日発売[6]、ISBN 978-4-06-530567-6